# المعاليم (أولاد عيسى)
المعاليم هي إحدى مشيخات المملكة المغربية، تتبع جغرافيا و إداريا لإقليم الجديدة و لجماعة أولاد عيسى. يقدر عدد سكانها بـ 8984 نسمة حسب الإحصاء الرسمي للسكان والسكنى لسنة 2004.